# Sormano
Sormano är en ort och kommun i provinsen Como i regionen Lombardiet i Italien. Kommunen hade 646 invånare (2018).